# Mazel Tov Yidden
Mazel Tov Yidden, aussi écrit Mazel Tov Yidn, est un film américain en Yiddish et en Anglais réalisé aux États-Unis en 1941 par Joseph Seiden (en). 

## Fiche technique
- Réalisation : Joseph Seiden (en)
- Producteur: Joseph Seiden
- Musique : Aleksandr Olshanetsky, Sholom Secunda

## Distribution
- Fyvush Finkel
- Michael Rosenberg
- Seymour Rechtzeit
- Larry Daniels
- Menasha Skulnik,
- Leo Fuchs